# Kluczewska Sopka
Kluczewska Sopka (ros. Ключевская сопка) – wulkan na Kamczatce, w Rosji. Ma wysokość 4750 m n.p.m., jest najbardziej aktywnym wulkanem w Eurazji i jednocześnie najwyższym szczytem Kamczatki.

## Opis
Stożek wulkanu, którego objętość szacowana jest na 290 km³, zbudowany jest głównie z andezytów. Z krateru na wierzchołku, zwykle spowitym chmurami, o średnicy ok. 500 m, nieustannie unosi się dym. Poza większymi wybuchami charakterystyczne są boczne wylewy z pasożytniczych kraterów na obwodzie, których liczba stale się zmienia (ok. 2000 r. było ich ok. 80). Wyciekają z nich strumienie lawy o kilkukilometrowej długości i znacznej miąższości. Po stężeniu erozja tworzy z nich grzbiety o kilkudziesięciometrowej wysokości.
Po raz pierwszy erupcję tego wulkanu zanotowano w 1697 roku i od tego czasu jest ciągle aktywny, podobnie jak inne sąsiadujące z nim wulkany. Według niektórych źródeł pierwszego wejścia na szczyt mieli dokonać potomkowie polskiego zesłańca Piotr i Jan Kozyrewscy pomiędzy 1701 a 1703 rokiem. Po raz pierwszy na pewno został zdobyty w 1788 roku przez Daniela Gausa i dwóch innych członków ekspedycji Billingsa. Następną próbę wejścia podjęto w 1931 roku, przy schodzeniu z wulkanu kilku ze wspinaczy zostało zalanych płynącą lawą.

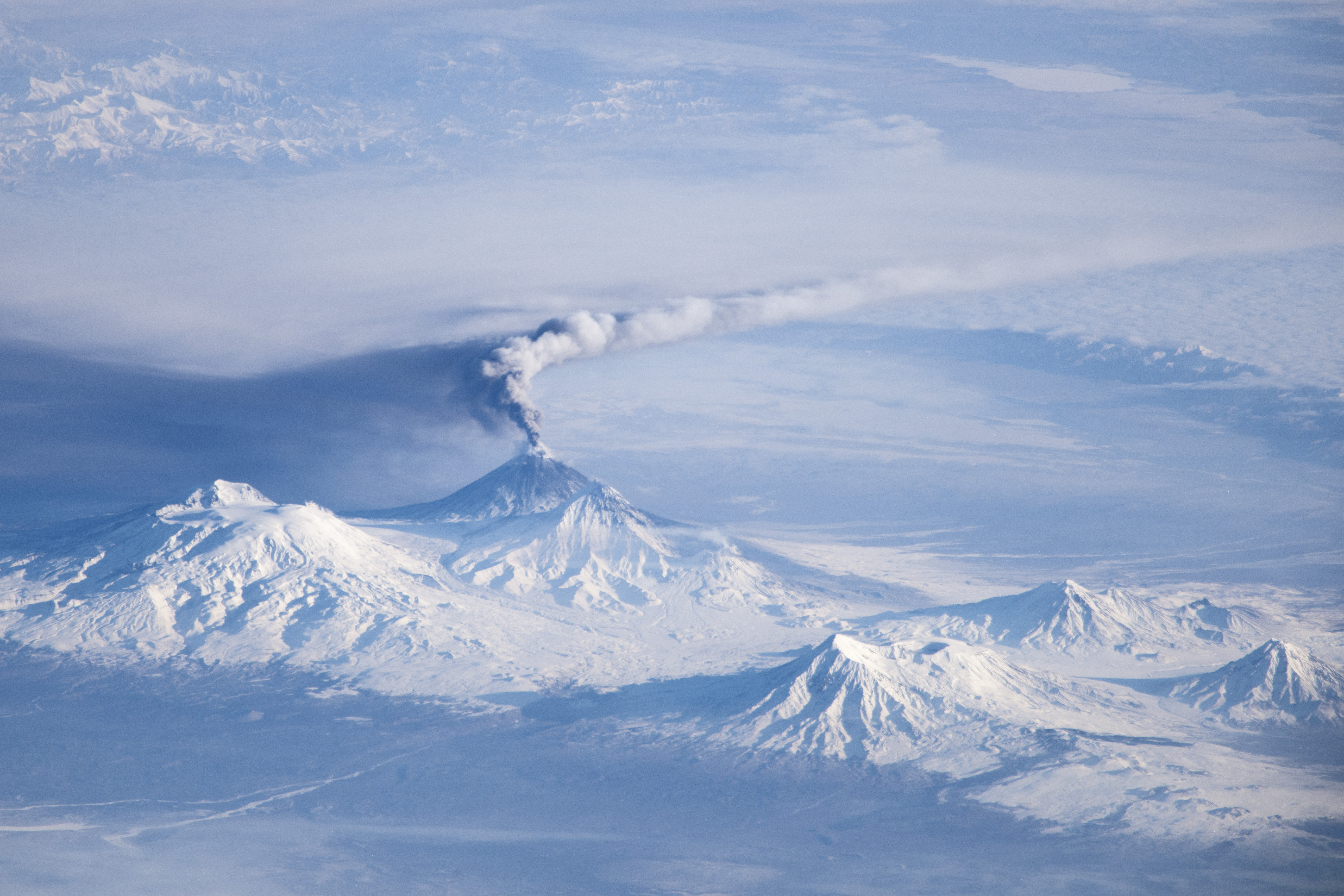
Zdjęcie Kluczewskiej Sopki zrobione 16 listopada 2013 roku z pokładu Międzynarodowej Stacji Kosmicznej